# Comuna Aromatne, Bilohirsk
Aromatne (în ucraineană Ароматне) este o comună în raionul Bilohirsk, Republica Autonomă Crimeea, Ucraina, formată din satele Aromatne (reședința), Krasnohirske și Kurortne.

## Demografie
Componența lingvistică a comunei Aromatne
     Rusă (69,05%)
     Tătară crimeeană (19,42%)
     Ucraineană (10,66%)
     Alte limbi (0,58%)
Conform recensământului din 2001, majoritatea populației comunei Aromatne era vorbitoare de rusă (69,05%), existând în minoritate și vorbitori de tătară crimeeană (19,42%) și ucraineană (10,66%).